# Александров, Владимир Леонтьевич
Владимир Леонтьевич Александров  (16 января 1894, Москва — 21 сентября 1962, Москва) — советский учёный в области аэродинамики воздушных винтов, доктор технических наук, профессор, заслуженный деятель науки и техники РСФСР.

## Биография

### Образование, научная и конструкторская работа
В 1918 году окончил МГУ, ученик Н. Е. Жуковского, с 1921 года — в ЦАГИ. Совместно с В. В. Калининым в 1924—1925 годах спроектировал первый советский пассажирский самолёт АК-1. В 1929 году организовал отдел натурных испытаний в ЦАГИ.
Совместно с Г. Сабининым разработал методики расчёта воздушного винта. Внёс значительный вклад в разработку первых отечественных материалов по нормам прочности самолётов, методов аэродинамического расчёта самолёта и проектирования воздушных винтов изменяемого шага.
Был репрессирован и в 1938—1941 гг. находился в заключении, работая в ЦКБ-29 НКВД по самолётам «100» (Пе-2), «102» (ДВБ-102), «103» (Ту-2). В 1941—1945 гг. — начальник бригады винтов в ОКБ А. Н. Туполева.
В период 1945—1962 годов работал в Лётно-исследовательском институте. Внёс существенный вклад в обоснование и разработку основ методов лётных исследований авиационных турбовинтовых двигателей и систем их автоматического управления.
Вёл научно-педагогическую работу в ВУЗах.

### Смерть
Владимир Леонтьевич Александров жил в Жуковском. Он умер 21 сентября 1962 года, похоронен на Быковском кладбище.

### Семья
Сын Александрова — Глеб Владимирович Александров (Q96489138) (1919—2014), как и отец учился в МГУ, также известный учёный в области динамики полёта и систем управления самолётов, работал в ЦАГИ. Доктор технических наук, профессор. Лауреат Ленинской и Государственной премий.

## Награды и звания
- Орден Трудового Красного Знамени,
- Орден Красной Звезды,
- медали[2]
- Заслуженный деятель науки и техники РСФСР (03.08.1947)[2]